# Alexei Iwanowitsch Skuratow

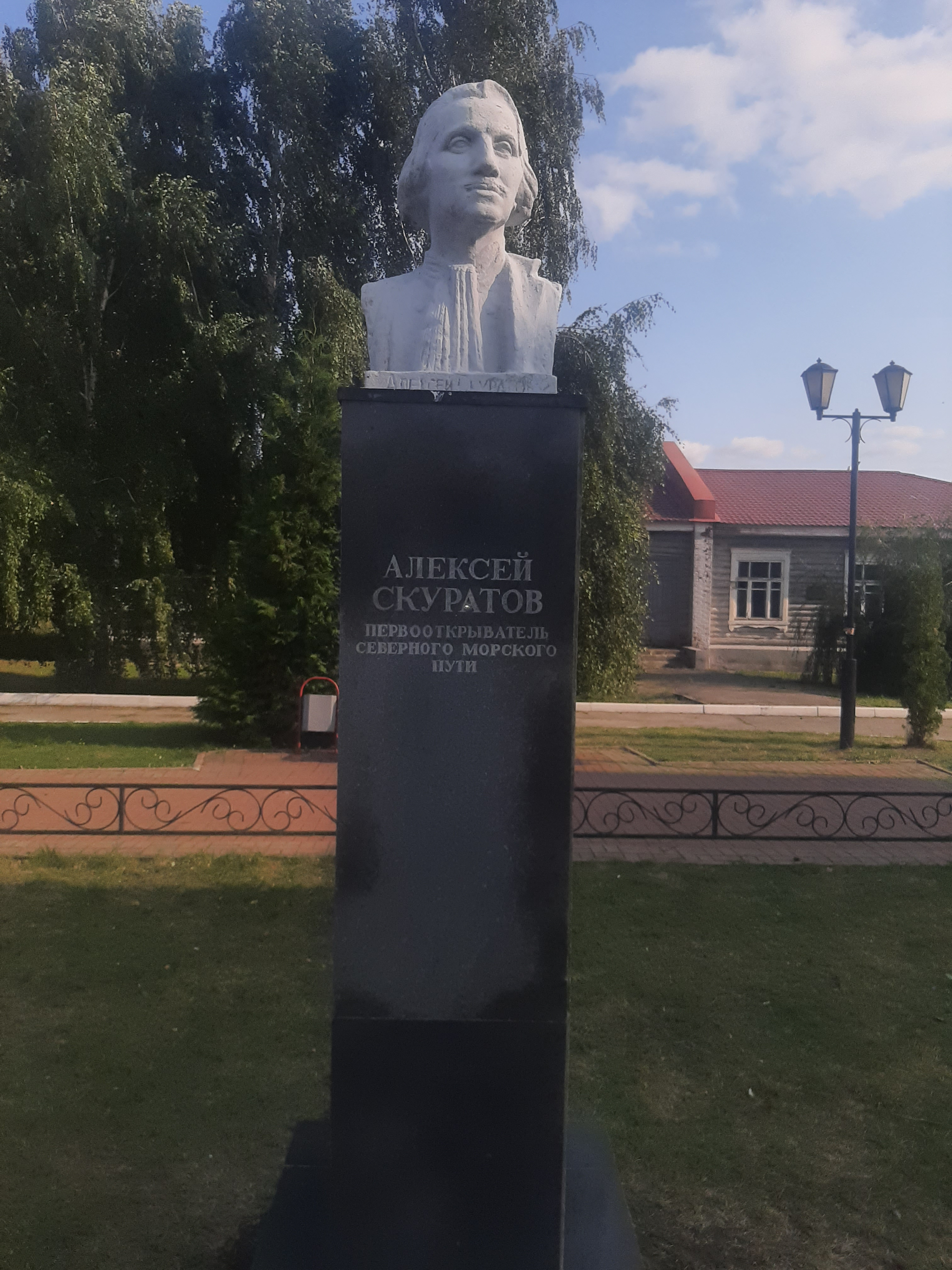
Skuratow-Denkmal, Stanizija Skuratowo

Alexei Iwanowitsch Skuratow (russisch Алексей Иванович Скуратов; * 1709 im Dorf Schurawino (nach Skuratows Tod Bolschoje Skuratowo) bei Tschern; † nach 1766) war ein russischer Marineoffizier und Polarforscher.

## Leben
Die Tulaer Skuratows führten sich auf Iwan Skuratow-Belski, den Bruder des Vertrauten Iwans IV. Maljuta Skuratow, zurück. Iwan Skuratow-Belski hatte in der zweiten Hälfte des 16. Jahrhunderts die Arbeiten zur Befestigung der Tulaer Verhaulinie geleitet, wofür er Land im Ujesd Tschern erhielt. Skuratows Vater Iwan Iwanowitsch Skuratow besaß mehr als 1000 (leibeigene) Bauern.
Skuratow begann 1721 die Ausbildung in der St. Petersburger Akademie der Marinegarde, die er 1726 mit Auszeichnung abschloss. Darauf unterrichtete er dort die Gardemarins. Noch im selben Jahr wurde er zum Mitschman befördert und zur Verbesserung seines Wissens nach Frankreich geschickt. Nach der Rückkehr lehrte er weiter an der Akademie.
In der 1733 begonnenen Zweiten Kamtschatkaexpedition war das Dwina-Ob-Kommando unter Dmitri Owzyn zunächst nicht genügend  erfolgreich. Darauf wurden in Archangelsk die beiden robusteren Schiffe Perwy (Erster) und Wtoroi (Zweiter) gebaut, deren Kommando Stepan Malygin erhielt. Kommandant der Perwy wurde 1735 Skuratow, während die Wtoroi Iwan Suchotin kommandierte. Dazu kam der Steuermann Andrei Welikopolski. Im Juni 1736 verließen die beiden Schiffe Archangelsk, und die hydrographischen Untersuchungen in der Meerenge Gorlo des Weißen Meers, an der Morschowez-Insel, an der Kanin-Halbinsel und an der Insel Kolgujew wurden begonnen. Im August 1736 kam Malygin auf der Ob hinzu. Die Ob war aufgrund von Schäden nicht mehr für die Weiterfahrt geeignet, so dass Malygin Suchotin mit ihr nach Archangelsk zurückschickte. Die neuen Schiffe nahmen nun Kurs auf die Jamal-Halbinsel, deren bisher unbekannte Ausdehnung von See und Land aus erkundet werden sollte. Während die Schiffe an der Küste entlang fuhren, marschierte der Geodät Wassili Selifontow mit einem Vermessungstrupp auf der Küste. In der Jugorstraße versperrte das Eis dem Schiff den Weg in die Karasee. Nach zwei Wochen wurden Lücken im Eis entdeckt, und die Schiffe erreichten im September den Süden der Jamal-Halbinsel. Die Weiterfahrt nach Norden war wegen der Eisbildung nicht mehr möglich, sodass Malygin die Rückfahrt zur Kara für die Überwinterung beschloss. Dorthin kam auch Selifontow mit seinem Trupp zurück, der festgestellt hatte, dass es keine Landverbindung von der Jamal-Halbinsel zu Nowaja Semlja gab.
Im Juli 1737 wurde die Fahrt durch das nun eisfreie Meer fortgesetzt. Die Fahrt durch die Meerenge zwischen der Nordküste der Jamal-Halbinsel und der Insel Bely (jetzt Malyginstraße) dauerte wegen der Strömung, der Gegenwinde und der Untiefen 19 Tage. Im September wurde die Ob-Mündung erreicht.
Nach der Überwinterung in Berjosowo übergab Malygin das Kommando an Skuratow und reiste mit dem Expeditionsbericht und der Karte der Küste der Barentssee und der Karasee von Archangelsk bis zum Ob, die er mit Skuratow erstellt hatte, auf dem Landweg nach St. Petersburg. Skuratow begann Ende Juni 1738 die Rückfahrt mit den beiden Schiffen nach Archangelsk, die zwei Jahre dauerte.
Nach der Rückkehr diente Skuratow auf verschiedenen Linienschiffen der Baltischen Flotte. Im September 1762 wurde er krankheitshalber im Rang eines Kapitäns 3. Ranges nach Hause geschickt. Der Ukas zur Beurlaubung folgte erst 1765. Skuratows weiteres Schicksal ist unbekannt.
Ein Ururenkel Skuratows war der Schriftsteller Iwan Turgenew.
Skuratows Namen tragen das Dorf Bolschoje Skuratowo und die Siedlung Stanizija Skuratowo im Rajon Tschern und ein Kap der Jamal-Halbinsel.